# Kornaty-Kolonia Druga
Kornaty-Kolonia Druga – osada w Polsce położona w województwie wielkopolskim, w powiecie słupeckim, w gminie Strzałkowo.
W latach 1975–1998 miejscowość należała administracyjnie do województwa konińskiego